# 丹·克蘭西
丹尼爾·約瑟夫·克蘭西（1964年1月11日—）是一名美國技術專家和計算機科學家。在美國國家航空暨太空總署（NASA）工作後，他於2005年至2014年初擔任Google圖書搜尋的工程總監。2014年至2018年，克蘭西擔任社群網路服務Nextdoor的產品與工程副總裁。
2019年，克蘭西成為Twitch母公司Twitch Interactive的總裁。2023年3月，在前任執行長兼聯合創始人埃米特·薛爾宣布卸任後，他成為Twitch的執行長。

## 生平
克蘭西曾就讀於路易斯安那州紐奧良耶穌會高中，1985年獲得杜克大學計算機科學和戲劇學士學位。他擁有德州大學奧斯汀分校的人工智慧博士學位。在校期間，克蘭西曾在Trilogy、施樂公司韋伯斯特研究中心和NASA噴射推進實驗室工作。

### NASA
克蘭西曾在NASA擔任不同的職務，1998年，他首先擔任綜合健康管理、自主性和機器人技術方面的研究員。2000年，克蘭西成為NASA艾姆斯研究中心計算科學部主任。2003年起，他擔任同樣位於艾姆斯研究中心的探索技術局局長。該局為700多名研究機器人和人類探索任務的人員提供支援。它負責的領域包括智慧系統、奈米技術、進入系統等。在NASA，克蘭西參加了該局製定人類重返月球並最終重返火星計劃的團隊。克蘭西也曾擔任NASA資訊科學與技術部主管，領導與人工智慧相關的團隊。

### Google
2005 年，克蘭西離開美國國家航空暨太空總署（NASA），前往谷歌工作，負責國際搜尋質量，之後成為谷歌圖書搜尋的工程負責人。他致力於擴展核心技術，使Google每年能夠掃描數百萬本圖書，並優化搜尋排名結果。在Google工作期間，克蘭西積極參與Google圖書搜尋版權訴訟和解的談判，並在有關和解的公開聲明中擔任Google的發言人。
2008年，他與珍·菲茲派翠克一起成為Google搜尋 Properties的工程主管，負責Google的所有搜尋產品，如圖片搜尋、產品搜尋、Google新聞、圖書搜尋、Google財經或Google影片，並繼續專注於圖書搜尋和Google新聞。
2010年至2012年，克蘭西負責YouTube的工程和產品領導部門，也專注於搜尋和基礎架構。隨後，他成為Google研究部高級總監，領導多個研究團隊，包括Google大規模並行機器學習專案 Sibyl、人機互動、個人化和推薦，以及課程生成器團隊和EdX合作夥伴關係。

### Nextdoor
2014年，克蘭西加入社群媒體網站Nextdoor，擔任產品與工程副總裁。作為執行團隊的一員，他負責領導產品、工程和數據科學團隊。他是Nextdoor在創始團隊之外聘用的第一位高階主管。克蘭西於2018年離開Nextdoor。

### Twitch

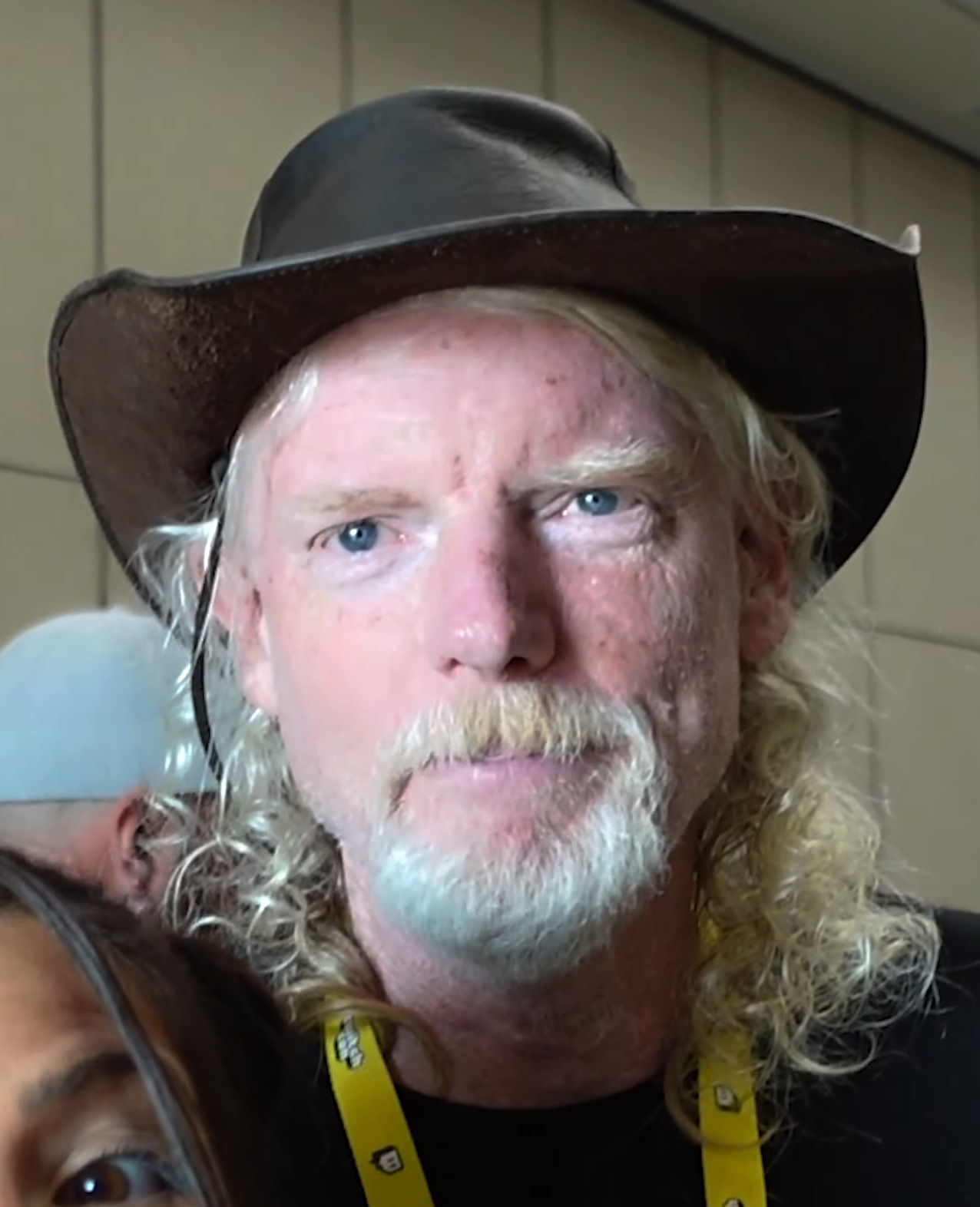
丹·克蘭西在2022年聖地亞哥Twitchcon

2019年，克蘭西加入Twitch，最初擔任創作者和社群體驗副總裁，向執行長埃米特·薛爾匯報工作。後來他成為Twitch的亞馬遜母公司Twitch Interactive的總裁，同時也領導產品、工程和市場推廣職能部門。
2022年9月21日，克蘭西宣布Twitch將把所有串流媒體獲得的訂閱分成比例從先前的70/30降低到50/50，據說是為了確保Twitch的營運不會出現虧損。同一天，彭博社報道Twitch全球創作者副總裁康斯坦絲·奈特（Constance Knight）將離開公司。該公司的內容長麥克·阿拉貢（Mike Aragon）和營運長薩拉·克萊門斯（Sara Clemens）也於同年早些時候離職。這項變更受到了串流媒體用戶以及競爭對手YouTube Gaming負責人萊恩·懷亞特的批評，他說：「創作者應該得到不成比例的報酬，這根本不應該成為爭論的話題」。YouTube Gaming的分成比例為70/30，而OnlyFans或Patreon等平台的分成比例為20%或更低。Twitch串流媒體用戶PointCrow寫道：「Twitch解決資金問題的辦法是削減創作者的報酬，而不是提供一個更好的平台，讓更多的觀眾訪問直播網站，這令人無比擔憂。」2023年6月15日，Twitch宣布連續三個月非贈送經常性訂閱達350次的合作夥伴將有資格參加合作夥伴加分計畫。符合資格的合作夥伴將在12個月內獲得70/30的分成，適用於年收入的前100,000美元，然後再恢復到50/50的分成。
2023年3月16日，Twitch前任執行長、Justin.tv聯合創始人埃米特·薛爾在任職16年後宣布卸任，克蘭西成為Twitch執行長。薛爾和克蘭西都被形容為「更專注於產品而非創作者」。3月20日，克蘭西宣布Twitch將裁員 400 人，這是亞馬遜全公司裁員的一部分，整個公司將裁員9,000 人。2024年1月，又宣布了新一輪裁員，裁員總數達500人（佔員工總數的35%）。

## 外部連結
- danclancy.me 的存檔，存档日期2014-02-22. personal website
- A post summarizing one of Clancy's presentations （页面存档备份，存于） about the Google Book Search settlement and proposed Rights Registry
- Summary of an ALA 2009 panel on the settlement